# Operació Weserübung
L'Operació Weserübung va ser el nom en clau que va donar l'exèrcit alemany a la invasió de Noruega i Dinamarca durant la Segona Guerra Mundial, com a inici de la campanya de Noruega. La invasió es va iniciar el 9 d'abril de 1940. En part, per assegurar-se el subministrament de ferro de les mines sueques, del qual Alemanya depenia per al seu esforç de guerra i que era transportat a través del port noruec de Narvik. Però també per impedir una possible ocupació aliada de Noruega i al mateix temps evitar el bloqueig dels ports alemanys decretat per Gran Bretanya des de la declaració de guerra el setembre anterior. Dinamarca no tenia cap valor estratègic però els ports danesos donaven un fàcil accés als ports noruecs i, a més, en ser un país veí calia tenir-lo controlat d'alguna manera.
Dinamarca es va rendir quasi immediatament. El govern danès sabia perfectament que no podia fer res contra l'exèrcit alemany i va voler evitar un vessament inútil de sang. A causa d'aquesta poca resistència, l'ocupació alemanya va ser lleugera comparada amb la d'altres països ocupats. Les institucions daneses van poder conservar gran part de la seva autonomia i es va posposar la deportació de la població jueva. Aquesta actitud permissiva es va acabar l'agost de 1943. Les derrotes alemanyes a Stalingrad i El Alamein havien provocat creixents disturbis i manifestacions antialemanyes que, segons els nazis, el govern danès no va castigar amb la suficient duresa.
Noruega era important perquè alemanya aconseguia molts materials de Suècia, però com que a l'hivern els ports de Suècia estaven congelats, havien de baixar fins a Noruega. L'ocupació de Noruega va ser més complicada. Les tropes alemanyes van poder ocupar els ports en només tres dies però l'exèrcit noruec es va replegar a les valls de l'interior del país, molt muntanyenc, i allà es va preparar per oferir resistència. A més, Gran Bretanya i França van enviar algunes divisions per ajudar els noruecs. Però la situació de les tropes aliades es va anar tornant cada dia més crítica i el 28 d'abril els britànics van decidir retirar-se del sud de Noruega. Només al nord, al port de Narvik, la guarnició alemanya, aïllada de la resta de l'exèrcit, va poder ser derrotada, i el port ocupat el 28 de maig. Però llavors, la invasió alemanya dels Països Baixos i Bèlgica havia canviat les prioritats defensives de britànics i francesos. El 8 de juny, després de destruir les instal·lacions portuàries, les tropes aliades van ser evacuades del nord de Noruega. Finalment, el 10 de juny Noruega es va rendir incondicionalment.

## Rerefons polític i militar
Ja a la primavera de 1939, l'Almirallat britànic començà a mirar Escandinàvia com un potencial teatre de guerra en un conflicte futur amb Alemanya. El govern britànic no volia un altre conflicte al continent, car creia que seria una repetició de la Primera Guerra Mundial. Per tant, començà a plantejar-se una estratègia de bloqueig per tal d'afeblir indirectament a Alemanya. La indústria germana era molt dependent de les importacions del mineral de ferro originari de la regió minera del nord de Suècia, i molt d'aquest ferro era embarcat pel port noruec de Narvik durant els mesos d'hivern. El control de la costa noruega també serviria per estrènyer el bloqueig contra Alemanya.
A l'octubre de 1939, el cap de la Kriegsmarine, Großadmiral Erich Raeder, discutí amb Adolf Hitler sobre el perill de les potencials bases britàniques a Noruega i la possibilitat que Alemanya disposés d'aquestes bases abans que ho fes Gran Bretanya. La marina argumentava que la possessió de Noruega permetria el control dels mars adjacents i serviria com a base per a futures operacions submarines contra el Regne Unit. Però en aquells moments, la resta de branques de la Wehrmacht no estaven interessats en el tema, i Hitler signà una directriu en la que informava que l'esforç principal havia de dirigir-se cap a una ofensiva a través dels Països Baixos.
Cap a finals de novembre, Winston Churchill, com a nou membre del Gabinet Imperial de Guerra, proposà que les aigües noruegues fossin minades (Operació Wilfred). Això hagués obligat als transports del mineral de ferro a viatjar a través de les aigües obertes del mar del Nord, on la Royal Navy els podia interceptar. Churchill era conscient i assumia de què Wilfred provocaria una resposta alemanya a Noruega. Quan això succeís, els aliats posarien en pràctica el Pla R 4 i ocuparien Noruega. En un inici, l'Operació Wilfred va ser rebutjada per Neville Chamberlain i per Lord Halifax, ja que temien les reaccions adverses que provocarien en països neutrals com els Estats Units. Després de l'inici de la Guerra d'Hivern entre Finlàndia i la Unió Soviètica al novembre, i amb el canvi subseqüent de la situació diplomàtica, Churchill tornà a proposar el seu esquema de minar la costa, però se li denegà de nou.
Al desembre, el Regne Unit i França iniciaren plans seriosos per enviar ajut a Finlàndia. El seu pla consistia en un grup desembarcant a Narvik (Noruega meridional), el port principal noruec de les exportacions de mineral de ferro suec, i prendre el control de la línia ferroviària Malmbanan entre Narvik i Luleå (Suècia), seguint la riba del golf de Bothnia. Convenientment, aquest pla també permetria a les forces aliades ocupar el districte miner del ferro suec. El pla rebé el suport tant de Chamberlain com de Halifax. Comptaven, a més, amb la cooperació noruega. Els plans per l'expedició prosseguiren, tot i que en diversos moments resultaren en fortes reaccions negatives tant a Suècia com a Noruega, però la justificació per fer-ho va esvair-se quan Finlàndia signà la pau al març de 1940.

### Plans
Convençut de l'amenaça que s'apropava sobre els subministraments de ferro, Hitler ordenà a l'OKW que comencés a fer els plans preliminars per a envair Noruega el 14 de desembre de 1939. Aquest rebé el nom de Studie Nord, i només requeria l'ús d'una única divisió.
Entre el 14 i el 19 de gener, la Kriegsmarine desenvolupà una versió ampliada d'aquest pla. Van decidir que hi haurien dos factors claus: la sorpresa era essencials per reduir l'amenaça de la resistència noruega (i de la intervenció britànica); i que s'haurien de fer servir els ràpids grans vaixells de guerra en comptes dels lents transports per transportar les tropes. Això també permetria que tots els objectius s'ocupessin simultàniament, car els transports només tenien un radi d'acció limitat. Aquest nou pla requeria l'ús de tot un cos d'exèrcit, incloent una divisió de muntanya i d'una divisió paracaigudista, una brigada motoritzada de fusellers, i dues divisions d'infanteria. Els objectius haurien de ser:
- Oslo
- Bergen
- Narvik
- Tromsø
- Trondheim
- Stavanger

El pla també requeria la ràpida captura dels reis de Dinamarca i Noruega, amb l'esperança
El 21 de febrer de 1940 s'atorgà el comandament de l'operació al General von Falkenhorst, que havia lluitat a Finlàndia durant la Primera Guerra Mundial, i la guerra a l'àrtic li era coneguda. El problema és que només havia comandat forces terrestres, malgrat el desig de Hitler de tenir un comandament unificat.
El pla final va rebre el nom d'Operació Weserübung (Exercici al Weser) el 27 de gener. Es portaria a terme sota el comandament del XXI Grup d'Exèrcits, i inclouria la 3a Divisió Alpina i 5 divisions d'infanteria, cap de les quals havia estat provada en combat. El pas inicial consistiria en 3 divisions per l'assalt, amb la resta seguint-les en la següent onada. S'usarien tres companyies de paracaigudistes per assaltar els aeroports. Posteriorment es decidiria enviat també a la 2a Divisió Alpina.
Inicialment, el pla era envair Noruega i obtenir el control dels aeroports danesos mitjançant la diplomàcia. Però l'1 de març Hitler publicà una nova directriu que ordenava la invasió tant de Noruega com de Dinamarca. Això provenia de la insistència de la Luftwaffe a obtenir bases pels caces, així com seus per a les estacions d'alerta aèria. Per tant, es formà el XXXI Cos perquè portés a terme la invasió de Dinamarca, estant format per dues divisions d'infanteria i per l'11a brigada motoritzada. Tota l'operació, a més, estaria recolzada pel X  Fliegerkorps, amb uns 1.000 avions de diversos tipus.

### Preliminars
Al febrer, el destructor britànic HMS Cossack abordà el transport alemany Altmark mentre que es trobava en aigües noruegues, violant la neutralitat noruega. Hitler ho veié com un signe clar de què el Regne Unit volia violar la neutralitat noruega, fent que s'acceleressin els preparatius per a la invasió.
El 12 de març, el Regne Unit decidí enviar una força expedicionària a Noruega, just en el moment en què la Guerra d'Hivern acabava. Si bé començaren a embarcar-se el 13 de març, van tornar a ser cridats (i l'operació es cancel·là) amb el final de la guerra. En canvi, el govern britànic votà per procedir amb l'operació de minar les aigües noruegues, seguit dels desembarcaments de tropes.
Els primers vaixells alemanys salparen el 3 d'abril. Dos dies després, la llargament planejada Operació Wilfred es posà en marxa, amb el destacament de la Royal Navy, encapçalat pel HMS Renown salpant de Scapa Flow per iniciar el minat. Els camps de mines van sembrar-se a Vestfjord, a primera hora del 8 d'abril. L'Operació Wilfred acabava; però aquell mateix dia, el destructor HMS Glowwormva ser enfonsat pel creuer alemany Admiral Hipper i dos destructors, que formaven part de la flota d'invasió alemanya.
El 9 d'abril, s'iniciava l'execució del Pla R 4.

## La invasió de Dinamarca

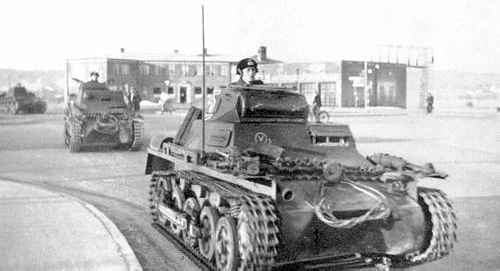
Tancs Pz.Kpfw. I alemanys a Aabenraa, Dinamarca, el 9 d'abril de 1940

Estratègicament, la importància de Dinamarca cap a Alemanya era com a llançadora per les operacions a Noruega, així com que donada la seva condició de nació fronterera amb Alemanya, havia de ser controlada d'alguna manera. A més, donada la posició de Dinamarca al mar Bàltic, també era important pel control de l'accés marítim pels principals ports alemanys i soviètics.
Sent petit i relativament pla com és, Dinamarca era ideal per les operacions de l'exèrcit alemany, a més del fet que el petit exèrcit danès no tenia cap mena d'esperança. No obstant això, durant les primeres hores del matí, algunes tropes daneses van enfrontar-se amb els alemanys, amb 16 morts i 20 ferits. Alemanya mai no va donar les xifres oficials de baixes, però probablement aquestes van ser molt superiors, amb 12 vehicles blindats destruïts, així com diversos cotxes i motos. 4 tancs alemanys van resultar danyats, i un Heinkel 111 va ser abatut. A més, dos soldats alemanys van ser capturats durant la breu lluita.
Tot just abans de la invasió alemanya, l'ambaixador alemany a Dinamarca, Renthe-Fink, trucà al Ministre d'Afers Exteriors danès, Peter Munch, demanant audiència per veure's. Quan es trobaren 20 minuts després, Renthe-Fink declarà que les tropes alemanyes s'estaven desplaçant per ocupar Dinamarca i protegir-la de l'atac franco-britànic. L'ambaixador demanà que cessés immediatament qualsevol resistència danesa i que es preparés la trobada entre les autoritats daneses i la Wehrmacht. Si les demandes no se satisfeien, la Luftwaffe bombardejaria Copenhaguen.
Quan es comunicaren les exigències alemanyes, ja s'estaven portant a terme els primers avanços, amb desembarcaments de tropes transportades amb ferryies a Gedser a les 04:15 i desplaçant-se cap al nord. Les unitats paracaigudistes alemanyes (Fallschirmjäger) van saltar sense trobar oposició, capturant el Pont Storstrøm i la fortalesa de Masnedø.
A les 04:20, 1.000 soldats d'infanteria alemanys van desembarcar al port de Copenhaguen a bord del dragamines Hansestadt Danzig, capturant ràpidament la guarnició de la Ciutadella de sense trobar resistència. Des del port, els alemanys es dirigiren cap al Palau d'Amalienborg per capturar la família reial danesa. Per quan les forces invasores arribaren a la residència reial, la Guàrdia del Rei ja havia estat alertada i hi havia reforços dirigint-se al palau. El primer atac alemany va ser rebutjat, donant temps al Rei Cristià X i als seus ministres per conferenciar amb el Cap de l'Estat Major danès, General Prior. Mentre que prosseguien les discussions, diverses formacions de Dornier 17 i de Heinkel 111 van sobrevolar la ciutat llençant pamflets. Davant de l'amenaça explícita de què la Luftwaffe bombardegés la població civil de Copenhaguen, i només amb el General Prior mostrant-se favorable a continuar la lluita, el govern danès capitulà a canvi de mantenir la independència política pels afers interns.
A les 05:45, dos esquadrons de Me 110 van atacar el cap d'aviació de Værløse (Zelanda), pràcticament destruint el Servei Aeri de l'Exèrcit Danès. Malgrat el foc antiaeri danès, els caces alemanys van destruir 11 avions i en van danyar 14 més.
La capitulació danesa retardà l'ocupació de Dinamarca per l'Alemanya Nazi pràcticament fins a l'estiu de 1943 i posposà la detenció i la deportació dels jueus danesos fins que van ser avisats i evacuats a Suècia. Al final, només 477 jueus van ser deportats, dels quals en moriren 70, d'una població de 8.000.
Encara que Dinamarca no tenia cap mena de significat militar, si que en tenia d'estratègic i econòmic.

## La invasió de Noruega

### Motius i Orde de Batalla
Per a Alemanya, Noruega era important per 2 motius: com a base per a les unitats navals, incloent els U-boats, per atacat la navegació aliada a l'Atlàntic nord; i per assegurar-se els enviaments del mineral de ferro suec a través del port de Narvik. La llarga costa noruega era un lloc excel·lent des d'on llançar operacions d'U-boat per tal d'atacar el comerç britànic. I Alemanya era totalment depenent del mineral de ferro suec i estava amoïnada (de manera justificada) que els aliats poguessin intentar desbaratar aquests enviaments, el 90% dels quals provenien de Narvik.
La invasió de Noruega va ser encarregada al XXI Armeekorps del General Nikolaus von Falkenhorst, format per les següents unitats:
- 163a Divisió d'Infanteria
- 69a Divisió d'Infanteria
- 169a Divisió d'Infanteria
- 181a Divisió d'Infanteria
- 214a Divisió d'Infanteria
- 2 regiments de la 3a Divisió de Muntanya

La força principal d'invasió va ser transportada en diverses naus de la Kriegsmarine:
1. Creuers de batalla Scharnhorst i Gneisenau, juntament amb 10 destructors, portant 2.000 tropes de muntanya a les ordres del General Eduard Dietl fins a Narvik.
2. Creuer pesant Admiral Hipper i 4 destructors amb 1.700 soldats fins a Trondheim.
3. Creuers lleugers Köln i Königsberg, vaixell d'entrenament d'artilleria Bremse, transport, dos torpedineres i 5 llanxes torpedineres, amb 1.900 soldats fins a Bergen
4. Creuer lleuger Karlsruhe, 3 torpedineres, 7 llanxes motores torpedineres i nau nodrissa (Schnellbootbegleitschiff) Tsingtau amb 1.100 soldats fins a Kristiansand;[5]
5. Creuer pesant Blücher, creuer de butxaca Lützow, creuer lleuger Emden, 3 llanxes torpedineres i 8 dragamines amb 2.000 soldats fins a Oslo
6. 4 dragamines amb 150 soldats fins a Egersund.

### Programa de la invasió
- A darrera hora del vespre del 8 d'abril de 1940, el Kampfgruppe 5 va ser vist pel patruller noruec Pol III. El Pol III va ser disparat, i el seu capità, Leif Welding-Olsen, va esdevenir el primer caigut noruec de la guerra.
- El creuer pesant alemany Blücher va ser enfonsat a l'Oslofjord el 9 d'abril per uns vells canons de la fàbrica alemanya Krupp (anomenats "Moises" i "Aaron"), de calibre 28mm, instal·lats a la Fortalesa d'Oscasborg al maig de 1893, així com per antics torpedes.
  - La flota alemanya salpà dirigint-se cap a Oslo. A primera hora del matí del 9 d'abril, els artillers de la Fortalesa d'Oscasborg van disparar contra el vaixell capdavanter, el Blücher, que havia estat il·luminat pels focus cap a les 05:15. En unes dues hores, sense capacitat de maniobra en aquell estret fiord, s'enfonsà amb uns entre 600 i 1000 homes a bord. L'ara òbvia amenaça de la fortalesa (i la creença errònia que les mines havien contribuït a l'enfonsament) van retardar la resta de la invasió naval, permetent que la Família Reial, el govern Nygaardsvold i els Parlament fossin evacuats, així com el Tresor. Per tant, Noruega no es rendí mai als alemanys, fent que el govern de Quisling fos il·legítim i permetent a Noruega participar com un Aliat a la guerra, i no pas com una nació conquerida.
- Les tropes paracaigudistes alemanyes desembarcaren als aeroports de Fornebu, Kristiansand i Sola (el darrer va ser el primer atac paracaigudista de la història).[1] Curiosament, un dels pilots que van aterrar a Kjevik va ser Reinhard Heydrich.
- Les ciutats de Bergen, Stavanger, Egersund, Kristiansand, Arendal, Horten, Trondheim i Narvik van ser atacades i ocupades en 24 hores.
- Els vaixells de defensa costanera Norge i Eidsvold van realitzar una defensa heroica, encara que inútil, a Narvik. Ambdós van ser torpedinats i enfonsats amb grans pèrdues humanes.
- La Royal Navy s'enfrontà amb la Kriegsmarine a la primera i a la segona batalla de Narvik.
- Els alemanys van capturar Narvik, desembarcant-hi uns 2.000 homes, però un contraatac naval britànic, portat a terme pel vell cuirassat HMS Warspite i per una flotilla de destructors durant diversos dies van enfonsar tots deu destructors, un cop anaven escassos de combustible i de munició.
- Es van produir bombardeigs devastadors de les ciutats de Nybergsund, Elverum, Åndalsnes, Molde, Kristiansund, Steinkjer, Namsos, Bodø i Narvik. Algunes d'elles van ser bombardejades per motius exclusivament tàctics, però també es van portar a terme bombardeig per terror.
- L'atac terrestre alemany es va realitzar amb un equipament molt superior, amb els soldats noruecs equipats amb armament d'inicis de segle, recolzats per algunes unitats franceses i britàniques (veure Campanya de Namsos), només van aturar momentàniament l'avanç alemany.
- A Narvil, les Forces Aliades (compostes per noruecs, francesos i polonesos), a les ordres del General, van aconseguir la primera gran victòria tàctica contra la Wehrmacht durant la Segona Guerra Mundial-
- Amb l'evacuació del Rei i del govern de Molde a Tromsø el 29 d'abril, i la posterior evacuació aliada a Åndalsnes l'1 de maig, la resistència aliada al sud del país finalitzà.
- La darrera resistència: la Fortalesa d'Hegra (Fort Ingstadkleiven) resistí els contraatacs alemanys fins al 5 de maig.
- El Rei Haakon, el Príncep Hereu Olav i el Govern van abandonar Tromsø el 7 de juny, a bord del creuer britànic HMS Devonshire, per representar Noruega a l'exili (el Rei tornaria a Oslo exactament el mateix dia, cinc anys després).[6] La Princesa Märtha i els fills, van marxar a l'exili als Estats Units.
- L'exèrcit noruec capitulà (encara que la lluita continuà a través del moviment noruec de resistència fins a la capitulació alemanya el 8 de maig de 1945) el 10 de juny, dos mesos després d'iniciar-se l'atac. Això convertia a Noruega en el país que més havia costat de ser conquerit pels alemanys.

A l'extrem nord, les tropes noruegues, franceses i poloneses, recolzades per la Royal Navy i la RAF, van lluitar pel control del port de Narvik. Si bé els alemanys van ser rebutjats el 28 de maig, la situació cada cop més deteriorada al continent, va obligar que les tropes fossin evacuades (Operació Alfabet), comportant la reconquesta alemanya de Narvik el 9 de juny.

## L'encerclament de Suècia i Finlàndia
L'Operació Weserübung no incloïa atacar Suècia (país neutral per un altre costat), però ja no n'hi havia cap necessitat. Al tenir Noruega ocupada, els estrets danesos, i la major part de la costa del mar Bàltic, el Tercer Reich encerclava a Suècia pel nord, sud i oest; i a l'est es trobava la Unió Soviètica, successora de l'Imperi Rus, enemiga tradicional de Suècia i Finlàndia, que llavors tenia una relació d'amistat amb Hitler sota els auspicis del Pacte Ribbentrop-Molotov. Alguns voluntaris finesos van ajudar l'exèrcit noruec contra els alemanys en una unitat d'ambulàncies.
El tràfic suec i finès estava totalment controlat per la Kriegsmarine. Com a conseqüència, Alemanya va poder pressionar a Suècia perquè li permetés transportar mercaderies i soldats de permís, signant-se un acord el 18 de juny de 1940, segons el qual, els soldats havien de viatjar desarmats i no formant part de moviments d'unitat. En total, uns 2.140.000 soldats i més de 100.000 vagons de tren van travessar Suècia fins que aquest trànsit va quedar oficialment suspès el 20 d'agost de 1943.
El 19 d'agost de 1940, Finlàndia acordà permetre l'accés al seu territori a la Wehrmacht, d'acord amb un tractat signat el 22 de setembre. Si bé en un inici només havia de ser en direcció a les bases més septentrionals de Noruega, aviat aquest va incrementar-se en preparació per a l'Operació Barbarroja.